# Chenal du Sud (rivière des Outaouais)
Pour les articles homonymes, voir Chenal et Chenal du Sud.
Le chenal du Sud est un détachement du côté sud de la rivière des Outaouais, coulant dans le territoire de Senneterre, dans la municipalité régionale de comté (MRC) de La Vallée-de-l'Or, dans la région administrative de l’Abitibi-Témiscamingue, au Québec, au Canada.
Le cours du chenal du Sud est situé du côté sud de la rivière des Outaouais, à partir du lac de la Pieuvre et en traversant les lacs du Moulin, des Jumelles et landron.
Le chenal du Sud coule entièrement en territoire forestier. La foresterie constitue la principale activité économique de ce bassin versant ; les activités récréotouristiques, en second. La surface de la rivière est habituellement gelée du début de décembre à la fin-avril.

## Géographie

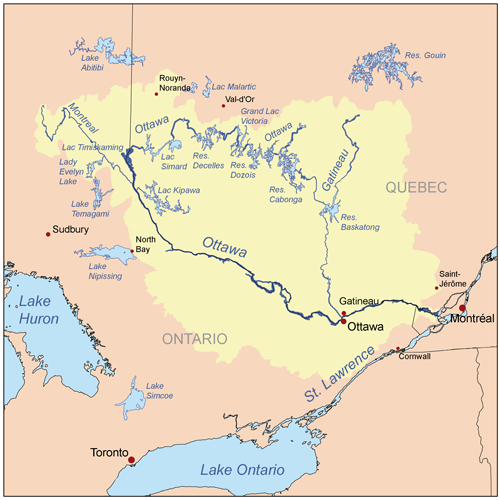
Bassin hydrographique de la rivière des Outaouais.

Le chenal du Sud prend sa source à l’embouchure du lac de la Pieuvre (longueur : 1,6 km ; altitude : 368 m) constitué par un élargissement de la rivière des Outaouais. Le lac de la Pieuvre est localisé en aval du Lac Pikianikijuan lequel reçoit les eaux de la rivière Festubert.
L’embouchure du lac de la Pieuvre est située à 12,9 km au nord-est de la confluence de la Chenal du Sud, à 10,9 km au sud-est du lac Camachigama, à 124 km à l'est du centre-ville de Val-d’Or, à 31,0 km au nord-est du Réservoir Cabonga, à 51,1 km au nord-est du Réservoir Dozois et à 66,3 km au nord-est de la route 117.
Les principaux bassins versants voisins du chenal du Sud sont :
- côté nord : rivière des Outaouais, ruisseau Pond ;
- côté est : rivière Festubert, rivière Doré, rivière Belinge, Lac des Augustines ;
- côté sud : rivière Wahoo, rivière Cabonga, rivière Swannee ;
- côté ouest : rivière des Outaouais, réservoir Dozois, lac Landron.

Le lac de la Pieuvre comporte deux émissaires : la rivière des Outaouais (coulant vers le nord-ouest) et le chenal du Sud (coulant vers le sud). À partir de l’embouchure du lac de la Pieuvre, le chenal du Sud coule sur 23,9 km selon les segments suivants :
- 3,2 km vers le sud en traversant le lac des Jumelles, (altitude : 361 m), que le courant traverse vers l'ouest sur 2,8 km, jusqu’au barrage ;
- 4,2 km vers le sud en traversant le lac du moulin, (altitude : 361 m) sur sa pleine longueur, jusqu’à son embouchure ;
- 6,3 km vers le sud-ouest, jusqu’à la confluence de la rivière Doré (venant du sud-est) ;
- 3,8 km vers le sud-ouest, jusqu’à la rive est du lac Landron ;
- 3,6 km vers l'ouest en traversant le lac Landron, (altitude : 361 m), jusqu’à son embouchure ;
- 2,8 km vers le nord, jusqu'à la confluence de la rivière[2].

Le « chenal du Sud » se décharge sur la rive sud de la rivière des Outaouais laquelle coule dans ce segment vers le sud-ouest, dans le territoire de Senneterre.
Cette confluence du chenal du Sud est située, à km au nord-est du lac Landron, à 55,4 km au nord-est de la route 117, à 115,1 km à l'est du centre-ville de Val-D’Or, à 21,3 km au nord du réservoir Cabonga et à 37,9 km au nord-est du réservoir Dozois.

## Toponymie
Le toponyme chenal du Sud a été officialisé le 5 décembre 1968 à la Commission de toponymie du Québec.